# Arvid Frithiof Nordqvist
Arvid Frithiof Nordqvist, född 24 juni 1828 i Vanda (Helsingfors, Finland), död 24 augusti 1889 i Pernå, var en finländsk filolog. Han var far till Oscar Nordqvist.
Nordqvist, som var son till Arvid Gottfrid Nordqvist, kyrkoherde i S:t Michel, blev filosofie kandidat och filosofie magister 1850 och studerade språk i Sankt Petersburg och Moskva 1852–1857 och 1860–1861. Han blev lärare vid Behmska skolan i Viborg 1857, lektor i ryska språket vid Helsingfors universitet 1861 och professor i ryska språket och litteraturen där 1868.